# Pomnik Ofiar Faszyzmu w Lesie Rzuchowskim

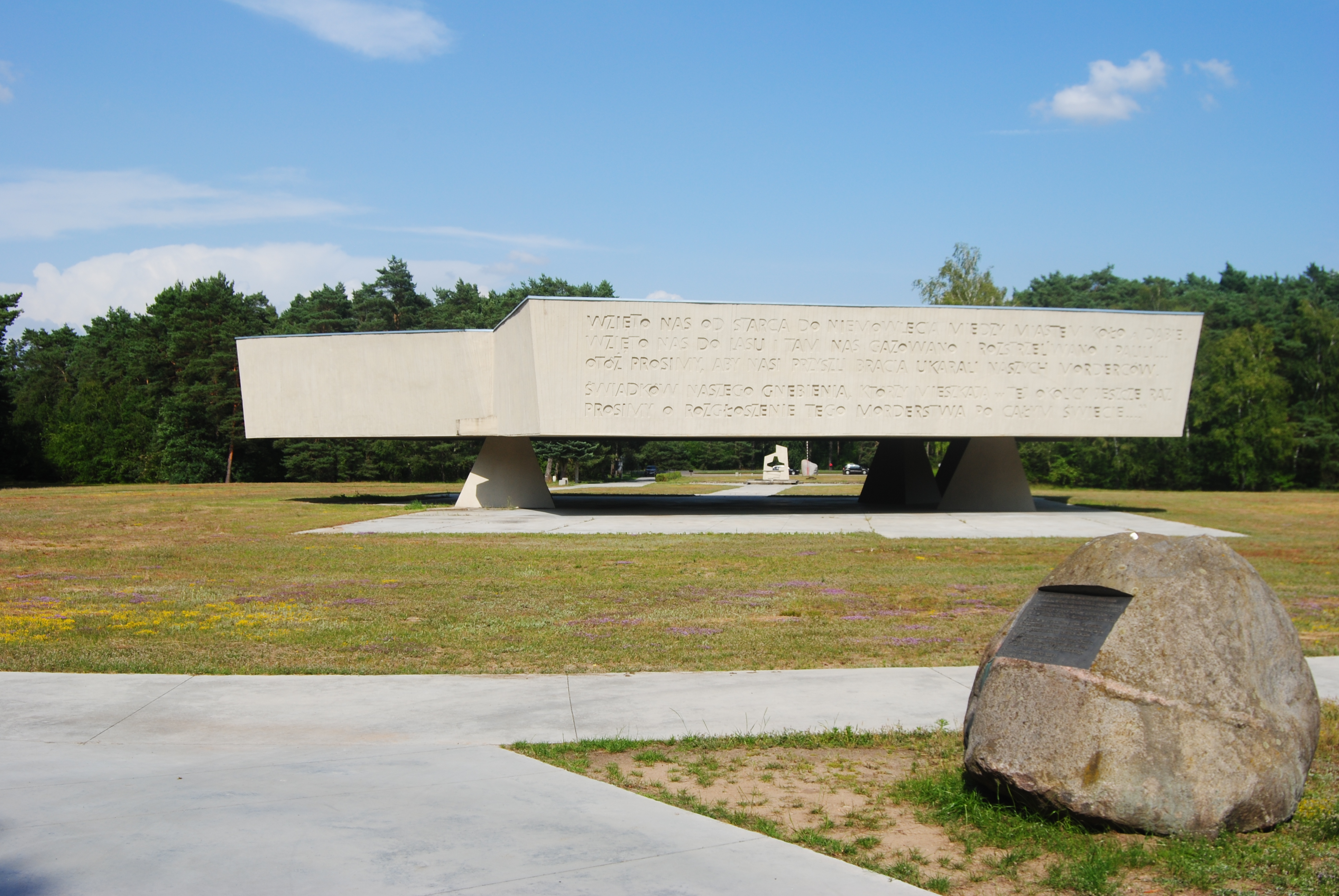
Tekst Odezwy do naszego przyszłego narodu na tylnej ścianie pomnika

Pomnik Ofiar Faszyzmu w Lesie Rzuchowskim, również Pomnik Ofiar Obozu Kulmhof – zlokalizowany w Lesie Rzuchowskim monumentalny pomnik upamiętniający ofiary obozu zagłady w Chełmnie nad Nerem, odsłonięty w 1964 roku.

## Historia
Próby uporządkowania terenu masowych grobów w Lesie Rzuchowskim podejmowano już w latach 50. XX wieku. Pierwsze upamiętnienie ofiar obozu pojawiło się natomiast w 1957 roku i miało formę Gwiazdy Dawida umieszczonej na słupku.
W 1961 roku Związek Polskich Artystów Plastyków ogłosił konkurs na projekt pomnika ofiar obozu zagłady w Chełmnie nad Nerem. Jego wyniki ogłoszono w marcu 1962 roku. Spośród 38 nadesłanych prac zwycięski okazał się projekt autorstwa rzeźbiarza Józefa Stasińskiego i architekta Jerzego Buszkiewicza.
Uroczyste odsłonięcie pomnika miało miejsce 24 września 1964 roku. Zgodnie z pryncypiami polityki historycznej PRL monument nazwano „Pomnikiem Ofiar Faszyzmu”, unikając jednocześnie jakichkolwiek wzmianek, które wskazywałyby, że obóz zagłady w Chełmnie nad Nerem był miejscem eksterminacji Żydów.
Przez kolejne lata stan pomnika uległ znacznemu pogorszeniu, co spowodowane miało być m.in. brakiem systematycznej konserwacji oraz błędami konstrukcyjnymi. Wykazano również uszkodzenia powierzchni, partie niezagęszczonego betonu oraz niedostateczne wypełnienie styków między elementami konstrukcji.
W marcu 2018 roku wojewódzki konserwator zabytków wydał zgodę na renowację pomnika. Podczas trwającego w latach 2018–2019 remontu uszczelniono pokrycie dachu, oczyszczono i wymieniono fragmenty stropu w komorach, usunięto również ślady korozji i uszkodzone fragmenty betonu. Następnie wzmocniono również konstrukcję pomnika, montując nowe elementy zbrojenia i uszczelniając ją, uzupełniono również ubytki w konstrukcji, a całość pokryto powłoką hydrofobową.

## Wygląd pomnika
Wykonany z żelbetu pomnik jest centralnym punktem założenia memorialnego. Ma wymiary: 36 metrów długości, 35 metrów szerokości i 6,7 metra wysokości. Główna bryła pomnika wznosi się nad powierzchnię gruntu na wysokość 2,7 metra. Opiera się o masywne, nieregularnie rozmieszczone podpory w kształcie ściętych stożków, określane w źródłach mianem „pylonów”, „piramid” lub „cokołów”. Kubatura bryły wynosi 2500 metrów sześciennych. Ma ona kształt skrzyni, podzielonej na 17 komór. Początkowo, w myśl koncepcji Jerzego Buszkiewicza, monument miał łączyć funkcję pomnika i muzeum. Ostatecznie z przyczyn finansowych i technicznych pomysł ten zarzucono, a komory pozostały puste.
Na frontowej ścianie bryły umieszczona jest płaskorzeźba o wymiarach 24 x 4,2 metra, reprezentująca styl ekspresjonistyczny. Ukazuje ona kontur mobilnej komory gazowej oraz prowadzone na śmierć ofiary różnego wieku i płci. Na prawo od płaskorzeźby znajduje się głęboka szczelina, która oddziela ją od pustej, prostokątnej ściany, na której widnieje napis „Pamiętamy”.
Na tylnej ścianie bryły umieszczono z kolei słowa zaczerpnięte z Odezwy do naszego przyszłego narodu autorstwa Izraela Zygelmana – jednego z więźniów obozu, którą przechował jego ocalały towarzysz Mordechaj Żurawski:

Wzięto nas od starca do niemowlęcia między miastem Koło a Dąbie. Wzięto nas do lasu i tam nas gazowano i rozstrzeliwano i palili... Otóż prosimy, aby nasi przyszli bracia ukarali naszych morderców. Świadków naszego gnębienia, którzy mieszkają w tej okolicy jeszcze raz prosimy o rozgłoszenie tego morderstwa po całym świecie...

Z oryginalnego tekstu odezwy usunięto jej ostatni fragment mówiący o tym, że ofiarami obozu byli Żydzi. Dopiero w 2004 roku w pobliżu pomnika odsłonięto pamiątkowy głaz, na którym zawieszono tablicę z pełnym tekstem.
Wnętrze pomnika zasiedla nocek duży, w 2019 roku w pomniku zainstalowano keramzytowe komory, służące dla nich za schronienie.
Z czasem miejsce pamięci w Lesie Rzuchowskim zaczęto uzupełniać o dodatkowe elementy zlokalizowane w pobliżu głównego pomnika. Jednym z nich jest odsłonięty w czerwcu 1990 roku mur o długości 37,5 metra i wysokości ponad 2 metrów. Widnieje na nim napis po polsku o treści „Pamięci Żydów pomordowanych w Chełmnie 1941–1945”. Nad znajdującą się w murze bramą widnieje ponadto napis po hebrajsku: „Oto jest brama Pana, przez nią wejdą sprawiedliwi” (cytat z Ps 118(117), 20). W pobliżu pomnika znajdują się ponadto rozmaite obeliski i pamiątkowe kamienie, tablice upamiętniające poszczególne getta, których mieszkańców zgładzono w Chełmnie, upamiętnienie masowego grobu polskich zakładników rozstrzelanych jesienią 1939 roku, obelisk poświęcony Stanisławowi Kaszyńskiemu, czy kolekcja macew z cmentarza żydowskiego w Turku.